# Asesino de la autopista de New Bedford
El asesino de la autopista de New Bedford es un asesino serial no identificado responsable por la muerte de al menos nueve mujeres y la desaparición de dos mujeres en New Bedford, Massachusetts entre marzo de 1988 y abril de 1989. Además, se sospecha que el asesino atacó muchas otras mujeres. Todas las víctimas del asesino fueron conocidas prostitutas o mujeres drogadictas. Aunque todas las víctimas procedían de New Bedford, sus cuerpos fueron encontrados en diferentes pueblos del Gran New Bedford, incluyendo Dartmouth, Freetown y Westport a lo largo de la ruta 140. El principal detective que siguió el caso fue John Dextradeur.

## Víctimas[3]
1. Robbin Rhodes, 28 años, vista por última vez en New Bedford, entre marzo y abril de 1988. Su cuerpo fue encontrado el 28 de marzo de 1989, en la ruta 140.
2. Rochelle Clifford Dopierala, 28 años, vista por última vez en New Bedford, a finales de abril de 1988. Su cuerpo fue encontrado el 10 de diciembre de 1988, en la calle Reed, a dos millas de la Interestatal 195.
3. Debroh Lynn McConnell, 25 años, vista por última vez en New Bedford, en mayo de 1988. Su cuerpo fue encontrado el 1 de diciembre de 1988, a las afueras de la ruta 140.
4. Debra Medeiros, 30 años, vista por última vez en  New Bedford, el 27 de mayo de 1988. Su cuerpo fue encontrado el 3 de julio de 1988, en la ruta 140.
5. Christine Monteiro, 19 años, vista por última vez en New Bedford, a finales de mayo de 1988.
6. Marilyn Roberts, 34 años, vista por última vez en New Bedford, en junio de 1988.
7. Nancy Paiva, 36 años, vista por última vez en New Bedford, el 7 de julio de 1988. Su cuerpo fue encontrado el 7 de julio de 1988, en la Interestatal 195.
8. Debra DeMello, 35 años, vista por última vez en New Bedford, el 11 de julio de 1988. Su cuerpo fue encontrado el 8 de noviembre de 1988, en la Interestatal 195.
9. Mary Rose Santos, 26 años, vista por última vez en New Bedford, el 16 de julio de 1988. Su cuerpo fue encontrado el 31 de marzo de 1989, en la ruta 88.
10. Sandra Botelho, 24 años, vista por última vez en New Bedford, el 11 de agosto de 1988. Su cuerpo fue encontrado el 24 de abril de 1989, en la interestatal 195.
11. Dawn Mendes, 25 años, vista por última vez en New Bedford, el 4 de septiembre de 1988. Su cuerpo fue encontrado el 29 de noviembre de 1988, en la interestatal 195.

## Sospechosos

### Anthony De Grazia
En mayo de 1989, una foto de Anthony De Grazia (un trabajador de la construcción de 26 años) fue mostrada a una conocida prostituta del área de Weld Square en New Bedford por la detective Loraine Forrester, quien fue contratada por la policía del Estado y asignada a la investigación de los asesinatos por la fiscalía del distrito del Condado de Bristol. Una de las prostitutas de la zona, Margret Medeiros, vio la foto de De Grazia. Medeiros describió a su agresor como si pareciera un perro bóxer con una nariz chata. Sin embargo, ella nunca identificó a De Grazia como un sospechoso afirmativo, solo declaró a la detective que él se veía como el hombre que intentó estrangularla. Medeiros, en ese entonces tenía 22 años, fue llevada a un tribunal sin acceso al público para que declarara sobre su atacante. Ella confesó ante el jurado que De Grazia se veía como el hombre que la atacó e intentó estrangularla. De Grazia fue citado a declarar ante el tribunal pero jamás fue imputado. Después de un tiempo, el fiscal general del distrito Ronald Pina pidió al tribunal una orden judicial para arrestar a De Grazia tras ser acusado de presuntamente 17 intentos de violaciones y ataques a varias prostitutas en el área de la calle Weld, New Bedford. Luego de que De Grazia fuera notificado acerca de la orden judicial que pedía por su arresto, él y su abogado defensor, Edward Harrington de New Bedford (quien no tiene relación con el juez a cargo del caso) se rindieron ante la corte. De Grazia fue arrestado, y formalmente acusado de las supuestas 17 violaciones y ataques. El juez que presidió el caso, (también llamado Edward Harrington) dispuso una fianza para De Grazia de $180 mil dólares estadounidenses y un millón de dólares como bono de garantía. De Grazia sin poder pagar esta suma de dinero pasaría los siguientes 13 meses en la cárcel del condado cumpliendo la condena por las acusaciones expuestas por el fiscal general del distrito Ronald Pina. De Grazia se presentó 18 veces ante el tribunal durante los 13 meses que estuvo detenido. Su abogado presentó 18 peticiones ante el tribunal para la presentación de evidencia incluyendo una solicitud para bajar la fianza debido a la falta de evidencia presentada por la fiscalía que comprometiera a su cliente. Cada petición fue continuamente negada por el juez a cargo. Finalmente, De Grazia despidió a su abogado, Harrington, y contrató un abogado de Boston llamado Robert A. George quien presentó un desacato al tribunal contra la fiscalía general del distrito por no presentar evidencia y el juez no tuvo otra opción que bajar la fianza para el acusado. De Grazia salió finalmente en libertad el 27 de junio de 1990. Inmediatamente luego de su excarcelación De Grazia volvió a ser arrestado por presuntamente amenazar al fiscal Ronald Pina por sus injustos enjuiciamiento y encarcelamiento. De Grazia de nuevo pagó una fianza y fue liberado. De Grazia fue encontrado muerto un mes después de su liberación el 17 de julio de 1990. Su cuerpo fue encontrado en la casa de los padres de su exnovia en Freetown, Massachusetts. Fue encontrado recostado sobre su cara en una mesa de pícnic en el patio. Su muerte fue determinada como homicidio por la policía de Freetown quienes fueron los primeros en arribar a la escena. Sin embargo, la oficina del fiscal general luego catalogó su muerte de suicidio. La autopsia no apoya la decisión de la fiscalía, y también afirma que se trató de un homicidio. La muerte de De Grazia se produjo inmediatamente después de que un fiscal especial liberara a Kenneth Ponte como el principal sospechoso en la investigación del asesinato en serie. Las autoridades se apresuran a afirmar en una transmisión pública que fue oportuno que De Grazia se quitara la vida después de enterarse de que ahora se lo consideraba el sospechoso número uno en relación con los asesinatos en serie de la autopista de New Bedford. Posteriormente, esta declaración hecha contra De Grazia por el fiscal especial del estado Paul Buckley fue retractada por la oficina del fiscal. La familia de De Grazia cree que Anthony De Grazia fue asesinado. La madre de De Grazia presentó una demanda federal contra la oficina del fiscal de distrito nombrando la referencia de Ronald Pina. Ninguna evidencia que comprometiera a Anthony De Grazia fue jamás encontrada en ninguna de las 17 violaciones y ataques por las cuales fue acusado por el Fiscal Ronald Pina. Además, la fiscalía del distrito jamás presentó evidencia que conectara a Anthony De Grazia con los asesinatos en serie en New Bedford.

### Kenneth C. Ponte
En agosto de 1990, un gran jurado imputó al abogado de New Bedford Kenneth Ponte, de 40 años de edad, en el asesinato de Rochelle Clifford Dopierala, quien había sido golpeada hasta la muerte. Ponte tenía un pasado accidentado, incluyendo uso de drogas y un incidente previo que involucraba a Dopierala. El fiscal general del distrito del Condado de Bristol Ronald Pina sugirió que Ponte había asesinado a Dopierala porque supuestamente ella estaba planeando exponer sus actividades con las drogas.
La madre de Dopierala declaró que su hija le había dado su número de teléfono a Ponte en caso de que él necesitara contactarla. Ponte admitió que él representó a Dopierala en abril de 1988, poco tiempo antes de su desaparición, cuando ella acusó a otro hombre de violarla.  
Ponte se mudó a Port Richey, Florida, en septiembre de 1988. Fue procesado por un solo cargo de asesinato el 17 de agosto de 1990. Ponte se declaró "absolutamente inocente" y pagó una fianza de 50.000 dólares. El 29 de julio de 1991, el fiscal de distrito retiró los cargos de asesinato contra Ponte, alegando falta de pruebas. Al año siguiente, se retiraron los cargos restantes por drogas y asalto y el caso de New Bedford se archivó.
Ponte resurgió en las noticias en mayo de 2009 en dos incidentes separados. La policía excavó el camino de entrada y el patio de la antigua casa de Ponte en New Bedford con una retroexcavadora, pero no pudo encontrar pruebas que vinculen a Ponte con ningún delito. En la mañana del 15 de mayo de 2009, Ponte fue arrestado por hurto y fue encontrado con cuatro latas de sardinas y un bloque de queso robado del supermercado PriceRite de New Bedford. El 27 de enero de 2010, Ponte fue encontrado muerto en su casa de New Bedford. La oficina del fiscal de distrito del condado de Bristol ha descartado posible asesinato como causa de muerte.

### Daniel Tavares Jr.
Mientras estaba en prisión por el asesinato de su madre, Daniel Thomas Tavares Junior envió una carta amenazando a un empleado de la prisión, indirectamente aclamando responsabilidad por los asesinatos de las autopistas. Él vivió en New Bedford, y tenía conocimiento acerca de donde otra mujer asesinada llamada Gayle Botelho, había sido enterrada, aproximadamente a una milla de la casa de Tavares. Él fue imputado por asesinar a sus vecinos Brian y Bev Muack. Además, fue sentenciado en 2015 por el asesinato de Gayle Botelho, quien desapareció en 1988, y cuyo cuerpo fue encontrado debajo de un árbol en el patio de Daniel Tavares Jr.

## Destripador de Lisboa
Véase el artículo principal: Destripador de Lisboa
Entre 1992 y 1993, tres prostitutas fueron asesinadas y destripadas con un instrumento punzante que no era un cuchillo en Lisboa, Portugal, por un asesino en serie desconocido que fue apodado el Destripador de Lisboa, mientras que otras dos prostitutas fueron asesinadas a tiros en la orilla opuesta del río Tajo en el mismo período de tiempo. En marzo de 1993, dos detectives de la Policía Judiciaria portuguesa viajaron a New Bedford para recabar información sobre los asesinatos en las autopistas, mientras que dos agentes del FBI viajaron a Lisboa, siguiendo la hipótesis de que la cadena de delitos a ambos lados del Atlántico podría haber sido cometida por el mismo individuo. New Bedford tiene una comunidad portuguesa considerable y muchas de las víctimas de la autopista eran de ascendencia portuguesa. Los asesinatos de Lisboa también estuvieron relacionados con cuatro asesinatos similares que tuvieron lugar en Bélgica, los Países Bajos, Dinamarca y la República Checa (todos los países limítrofes con Alemania) entre 1993 y 1997, surgiendo la teoría de que el Destripador de Lisboa se había convertido en un conductor de camión de larga distancia.
En 2011, un hombre de 21 años llamado Joel solicitó participar en la edición portuguesa del reality show Secret Story, donde los participantes intentan adivinar los secretos de los demás mientras ocultan los suyos. El secreto con el que participó fue que su padre, José Pedro Guedes, era el Destripador de Lisboa. Guedes, de 46 años, fue arrestado y confesó los tres asesinatos, pero no pudo ser procesado porque el asesinato tiene un período de prescripción de 15 años en Portugal y el último asesinato terminó en 2008. Guedes aún podría ser procesado por el asesinato de una prostituta en 2000 en Aveiro, Portugal y asesinatos similares en Alemania (o países vecinos) donde Guedes residió en la década de 1990. Sin embargo, se desconoce si Guedes residió alguna vez en los Estados Unidos. Guedes fue juzgado por el asesinato de Aveiro en 2013, sin embargo fue encontrado no probado debido a la falta de pruebas.